# TNA-1500
TNA-1500 são dois radiotelescópios designados RT-64 na Rússia e com especificações semelhantes.  Uma antena TNA-1500 de um RT-64 está localizada a 3 km da cidade de Kalyazin (em russo: Каля́зин) e muito perto de uma pequena vila chamada Tolstoukhovo. Em linha reta a uma distância de aproximadamente 150 km encontra-se a antena telescópica 2 sua irmã gêmea RT-64 que está localizada na região do Lagos de urso de Moscou.